# Jan Arnošt Smoler
Jan Arnošt Smoler, německy Johann Ernst Schmaler (3. března 1816 Łućo – 13. června 1884 Budyšín) byl lužickosrbský spisovatel a publicista. Syn učitele, studoval teologii a slovanskou filologii ve Vratislavi u Františka Ladislava Čelakovského.
Jan Arnošt Smoler byl propagátorem lužickosrbské kultury a jazyka. Vydal řadu učebnic hornolužické srbštiny a německo-lužickosrbský slovník.
Ve své největší práci Písničky horních a dolních Lužických Srbů (1841, 1843; texty do němčiny přeložil Leopold Haupt) sebral ve dvou svazcích 531 písní s nápěvy v srbském originále a v Hauptově německém překladu. Druhý díl je doplněn o přísloví, pohádky a nástin zvykosloví. Soubor obsahuje skladby rozmanitých žánrů: vedle rozsáhlých epických skladeb přináší lyrické básně milostné, svatební, žertovné, elegické, ale i balady a romance.
V roce 1847 se zasadil o vznik sdružení Matice lužickosrbská (Maćica Serbska), v roce 1851 o vznik časopisu Łužičan a v roce 1875 založil tiskárnu, která tiskla lužickosrbskou literaturu, zejména pak texty lidových písní.

## Galerie

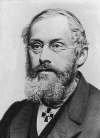
Jan Arnošt Smoler
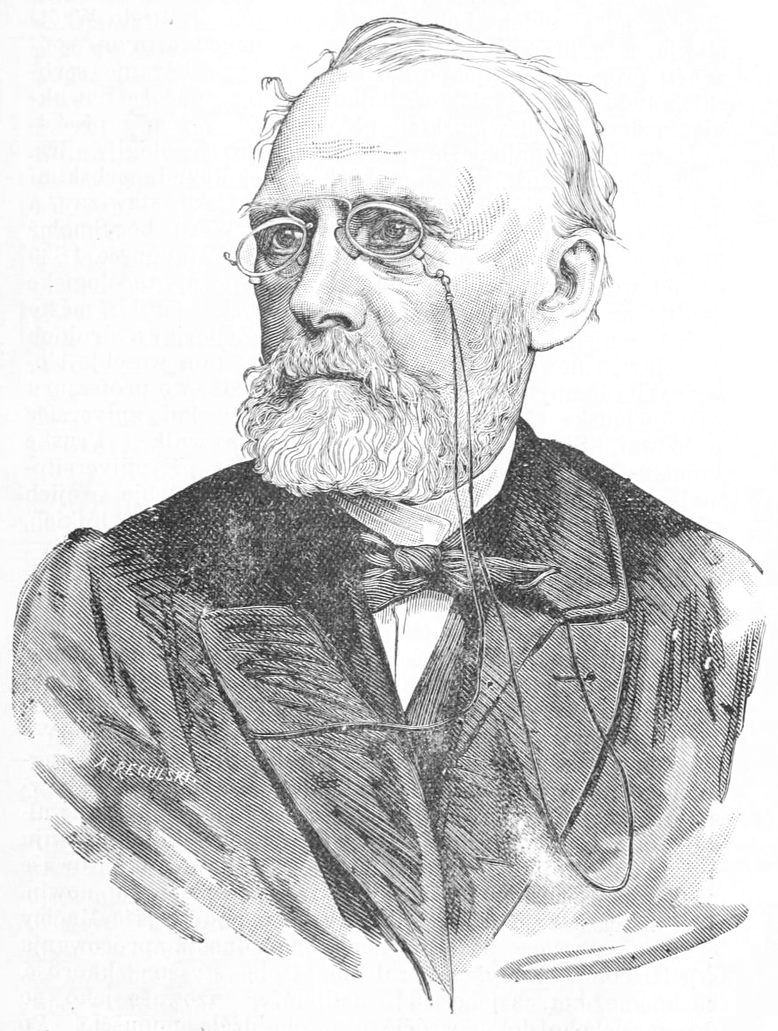
Jan Arnošt Smoler
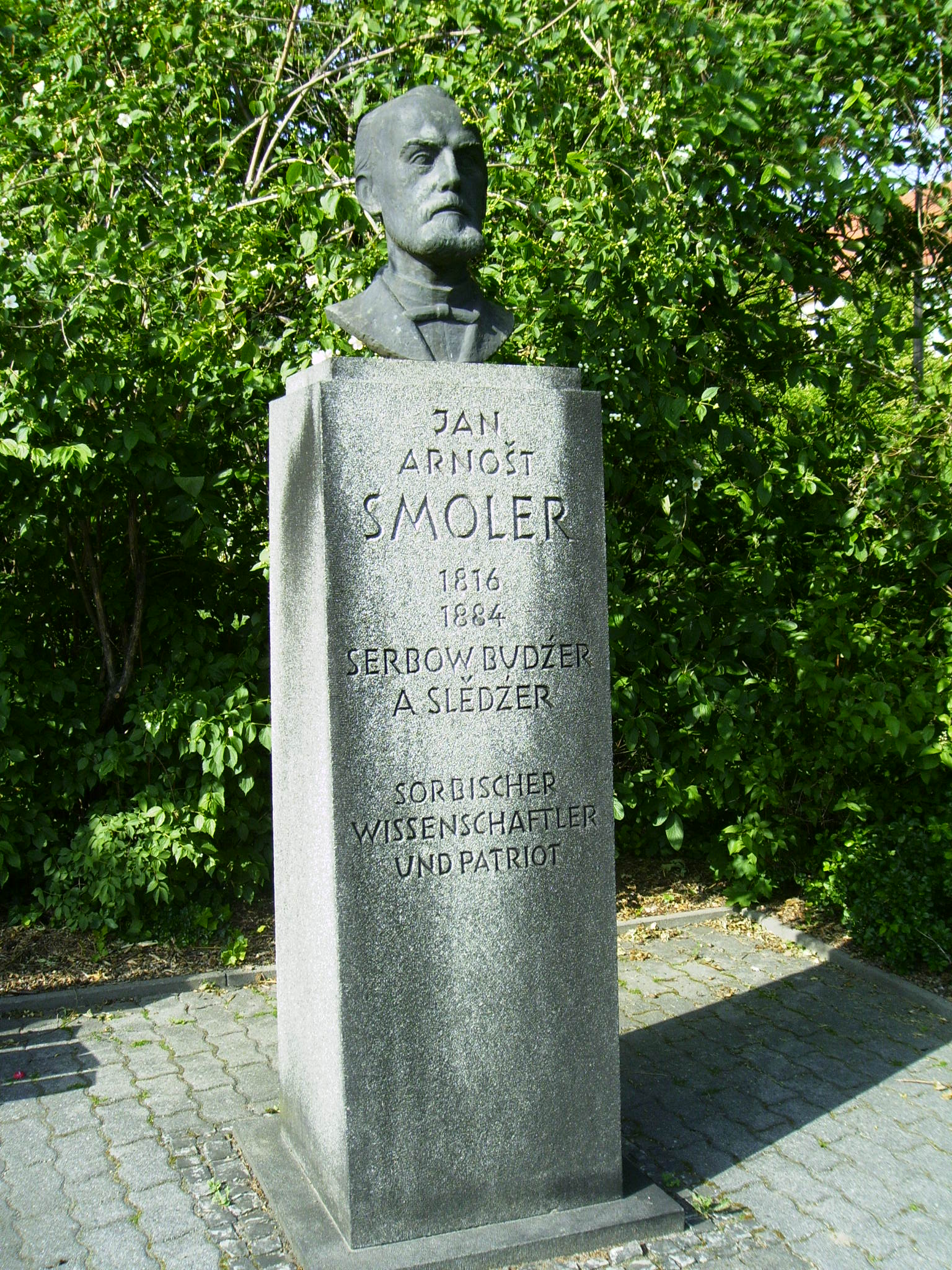
Pomník Jana Arnošta Smolera v Budyšíně
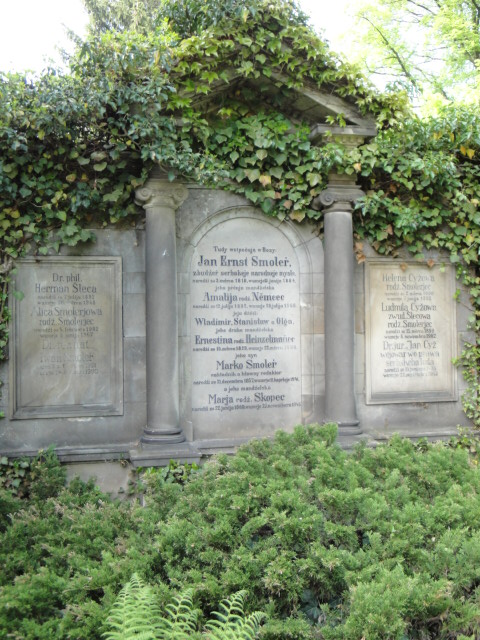
Náhrobek Jana Arnošta Smolera v Budyšíně